# Zitterbewegung
El zitterbewegung (del alemán, Bewegung, 'movimiento' y zitter 'trémulo, tembloroso') es un movimiento de vibración ultrarrápido alrededor de la trayectoria clásica de una partícula cuántica, específicamente de los electrones y otras partículas de espín 1/2, que obedecen la ecuación de Dirac.
En la estructura fina del espectro del hidrógeno, el zitterbewegung da lugar a la corrección de Darwin de los estados s.

## Descubrimiento
La existencia de dicho movimiento fue propuesta inicialmente por Gregory Breit en 1928 como resultado del análisis del movimiento de paquetes de onda que son solución de la ecuación relativista de Dirac.
El resultado de ese análisis sugería que los electrones de dichos paquetes tenían un movimiento vibratorio a la velocidad de la luz alrededor de su trayectoria. Así además del movimiento observado a lo largo de su trayectoria existía una vibración perpendicular en torno a la trayectoria observada de amplitud minúscula y difícilmente detectable. La frecuencia angular de este movimiento era {\displaystyle 2E/\hbar \approx 2mc^{2}/\hbar \,}, que es aproximadamente 1.6×1021 Hz. Siendo la amplitud algo más grande para electrones lentos y dada por la longitud de onda Compton que es del orden de 10×10-10 cm.

## Derivación
La ecuación de Schrödinger dependiente del tiempo:

{\displaystyle {\hat {H}}\psi (\mathbf {x} ,t)=i\hbar {\frac {\partial \psi }{\partial t}}(\mathbf {x} ,t)\,\!}

donde {\displaystyle {\hat {H}}} es el hamiltoniano de Dirac para un electrón en el espacio libre.

{\displaystyle {\hat {H}}=\left(\alpha _{0}mc^{2}+\sum _{j=1}^{3}\alpha _{j}p_{j}\,c\right)\,}

implica que cualquier operador Q obedece la ecuación:

{\displaystyle -i\hbar {\frac {\partial {\hat {Q}}}{\partial t}}(t)=\left[{\hat {H}},{\hat {Q}}\right]\,}

En particular, la dependencia temporal del operador de posición viene dada por:

{\displaystyle \hbar {\frac {\partial {\hat {x}}_{k}}{\partial t}}(t)=i\left[{\hat {H}},{\hat {x}}_{k}\right]={\hat {\alpha }}_{k}\,}

La ecuación anterior muestra que el operador {\displaystyle {\hat {\alpha }}_{k}} puede interpretarse como la componente k-ésima de un "operador velocidad". Por otra parte la dependencia temporal del operador velocidad viene dada por:

{\displaystyle \hbar {\frac {\partial {\hat {\alpha _{k}}}}{\partial t}}(t)=i\left[{\hat {H}},{\hat {\alpha _{k}}}\right]=2i{\hat {p}}_{k}-2i{\hat {\alpha _{k}}}{\hat {H}}\,}

Ahora, puesto que ambos {\displaystyle p_{k}\,} y {\displaystyle H\,} no dependen del tiempo, la ecuación anterior puede ser integrada fácilmente dos veces para encontrar la dependencia explícita del tiempo del operador posición:

{\displaystyle x_{k}(t)=x_{k}(0)+c^{2}p_{k}H^{-1}t+{1 \over 2}i\hbar cH^{-1}(\alpha _{k}(0)-cp_{k}H^{-1})(e^{-2iHt/\hbar }-1)\,}

donde {\displaystyle x_{k}(t)\,} es el operador posición en el tiempo {\displaystyle t\,}. La expresión resultante consiste en una posición inicial, un movimiento proporcional al tiempo, y un término que representa una inesperada "oscilación"  cuya amplitud es igual a la longitud de onda Compton. Ese término oscilatorio es el llamado "Zitterbewegung".